# Thea Vidale
Thea Vidale (Washington, 26 de novembro de 1956) é uma atriz e comediante estadunidense. Também trabalhou na WWE, criando a personagem "Momma Benjamin", em uma storyline com Shelton Benjamin.